# Пятнадцатый
Пятнадцатый — река в России, протекает по Зейскому району району Амурской области. Длина реки — 12 км.
Начинается северо-восточнее высоты 446 м. Течёт в северо-восточном направлении по заболоченной тайге и болотам. Впадает в Ижак слева в 52 км от его устья.
В низовьях пересекается железнодорожной линией Новый Ургал — Тында.

## Данные водного реестра
По данным государственного водного реестра России относится к Амурскому бассейновому округу, речной бассейн реки Амур, речной подбассейн реки — Зея, водохозяйственный участок реки — Зея от истока до Зейского гидроузла.
Код объекта в государственном водном реестре — 20030400112118100025449.